# Vóri
Vóri, en grec moderne : Βώροι, est un village du dème de Phaistos, en Crète, en Grèce. Selon le recensement de 2011, la population de Vóri compte 726 habitants. Il est situé à une altitude de 51 m